# Villa Hohenzollernstraße 1 (Stuttgart)

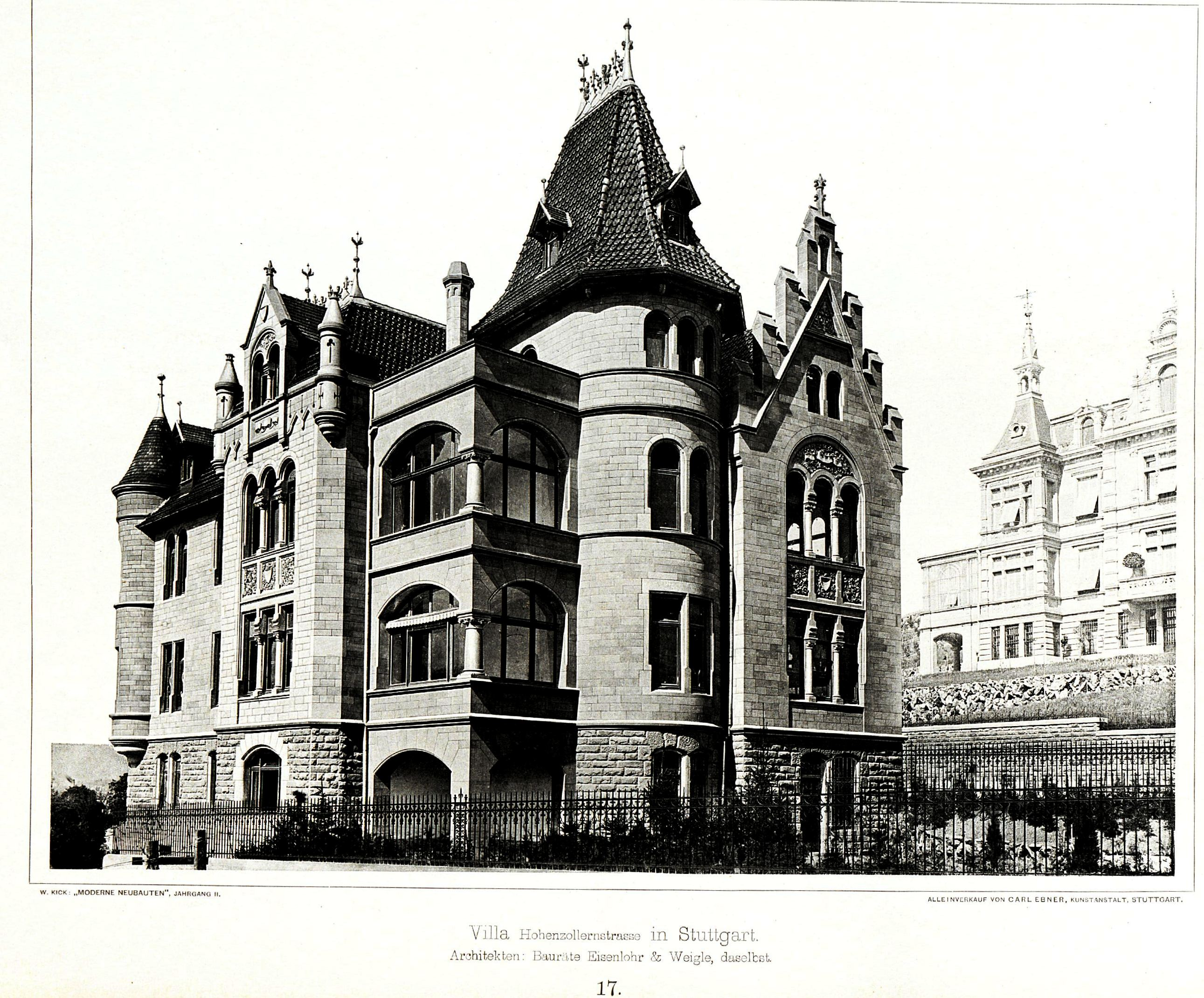
Villa Hohenzollernstr. 1

Die Villa Hohenzollernstraße 1 in Stuttgart ist ein historisches Gebäude.

## Beschreibung
Im April 1894 reichte der Privatier Emil Eitel das Baugesuch für das Zweifamilienhaus ein. Verantwortlicher Architekt war Ludwig Eisenlohr, der für Emil Eitel schon andere Gebäude wie in der Mörikestr. 5 und 17 gebaut hatte.
Die Wohnung im Erdgeschoss verfügt zusätzlich über vier Zimmer im Untergeschoss, die Wohnung im Obergeschoss über drei bis vier Zimmer im Dachgeschoss. Diese sind jeweils durch eine besondere Treppe miteinander verbunden.
Das Gebäude besitzt zwei turmartige Architekturelemente – das Treppenhaus und der Herrenzimmer-Turm. Die Fassade ist mit Stuttgarter und Haller Sandstein verkleidet. Gegliedert wird die Fassade durch Treppengiebel, Erker, Loggien mit Säulen, Risalite, Zwerchhaus und Drillingsfenster. Diese sind mit gotisch anmutendem Dekor geschmückt.
Das im Krieg beschädigte Gebäude wurde wiederaufgebaut, aber nicht unter Denkmalschutz gestellt. Städtebauliche Gründe und die der Ensemblewirkung sicherten den Bestand der Villa – „Heute verdankt der Bau sein Bestehen vor allem seiner markanten Lage in der Sichtachse der Mörikestraße. Er ist für das Gesamtbild der herrschaftlichen Bebauung der oberen Mörikestraße […] ein wichtiger Bestandteil, sodass sein Abriss verhindert werden konnte.“

## Bilder

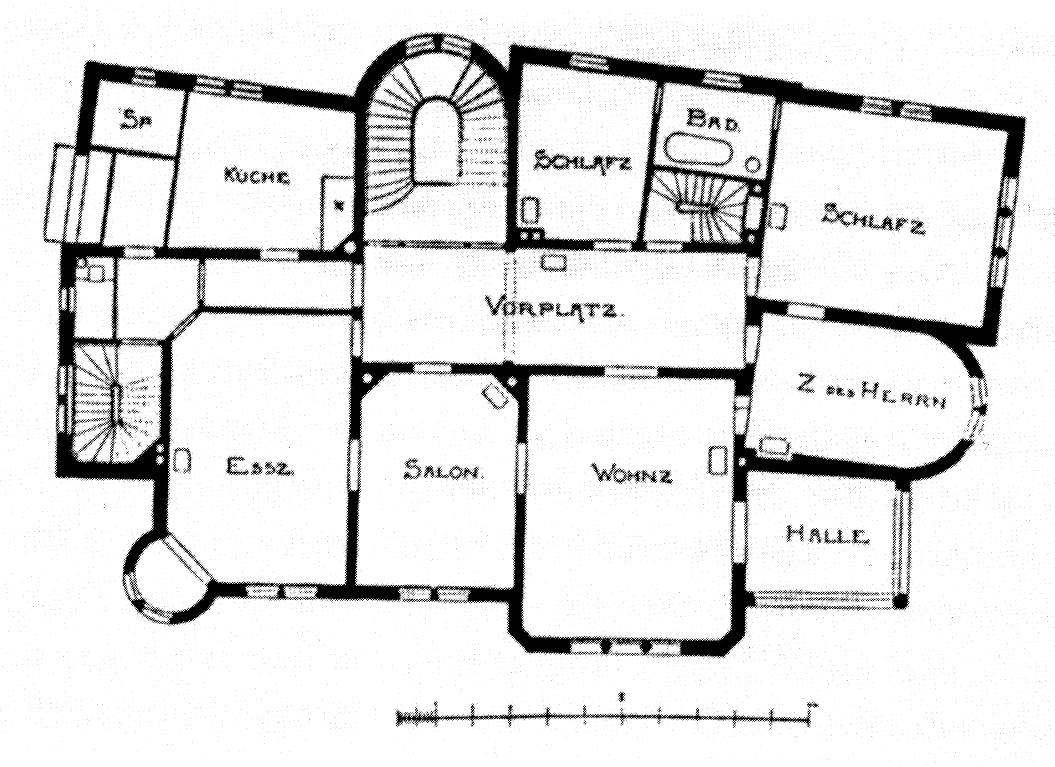
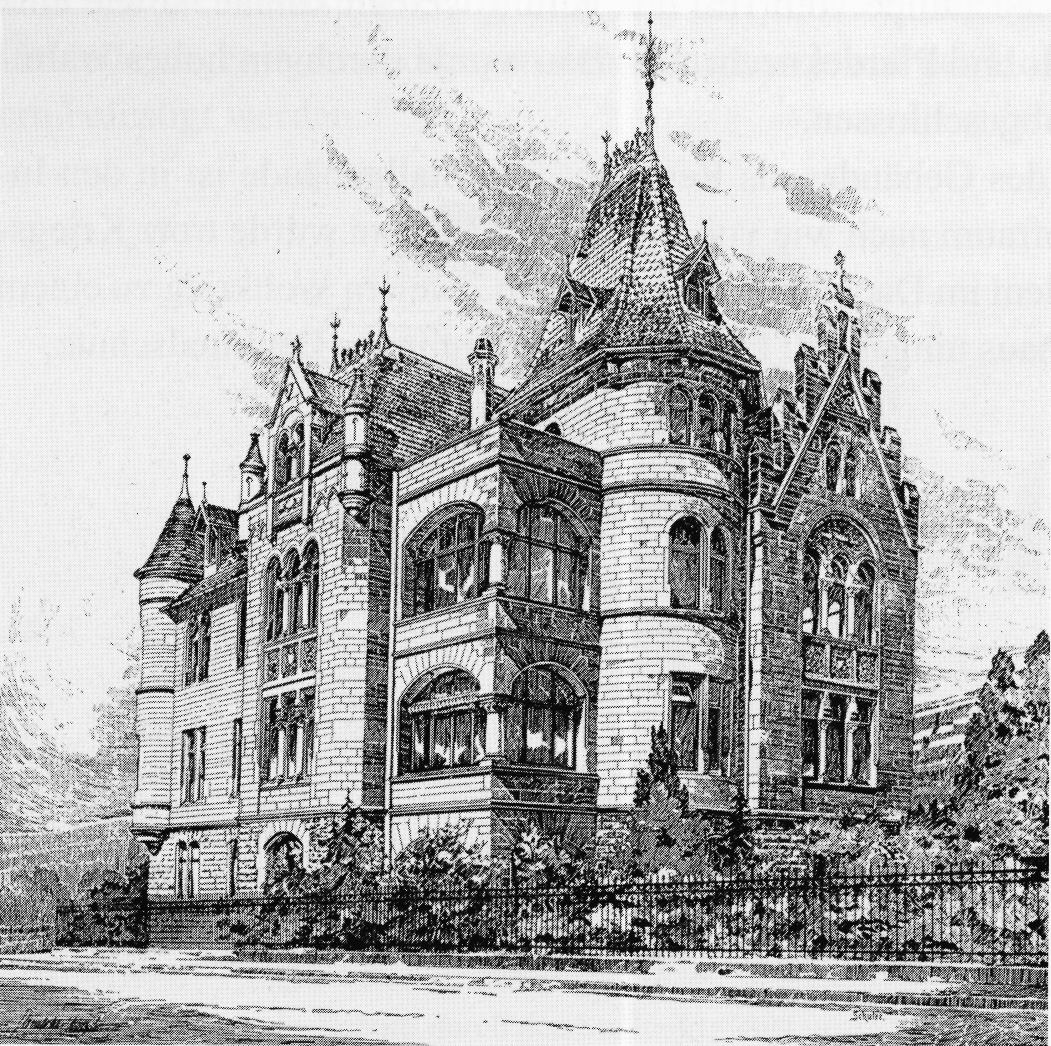